# George F. Sprague
George Frederick Sprague (Crete, 3 settembre 1902 – Eugene, 24 novembre 1998) è stato un genetista statunitense, insignito del Premio Wolf per l'agricoltura per i suoi studi sul miglioramento genetico del mais nel 1978, sua prima edizione.

## Biografia
Laureatosi presso la Cornell University, ha insegnato all'Università statale dell'Iowa dove ha sviluppato i suoi studi sulla coltura del mais.